# Froufrous de soie
Pour plus de détails, voir Fiche technique et Distribution.
Froufrous de soie (Silk Hosiery) est un film muet américain réalisé par Fred Niblo et sorti en 1920.

## Fiche technique
- Titre original : Silk Hosiery
- Titre français : Froufrous de soie
- Réalisation : Fred Niblo
- Scénario : Frank Mitchell Dazey, d'après sa nouvelle
- Chef opérateur : George Barnes
- Production : Thomas H. Ince
- Distribution : Paramount Pictures
- Genre : Comédie
- Dates de sortie :
  - États-Unis : 26 décembre 1920
  - France : 15 décembre 1922[2]

## Distribution
- Enid Bennett : Marjorie Bowen
- Geoffrey Webb : Sir Derwain Leeds
- Marie Pavis : Yvette Fernau
- Donald MacDonald : Cadwallader Smith
- Derek Ghent : Prince Ferdinandi
- Otto Hoffman : Van Twiller
- Joan Standing : Sophia Black
- Verne Winter : Billy Black
- Harold Holland : Jim Shanahan
- Bonnie Hill : Mollie Milligan
- Sylvia Brooks : Mrs De Windt
- Rose Dione : Mme Louise
- Willie Mae Carson : Jacqueline D'Amour